# Ramon Gill
Ramon Gill (geboren 1928) ist ein deutscher Filmemacher, Reporter, Autor, Regisseur, Produzent und Redakteur, der insbesondere zur Zeit der alten Bundesrepublik Deutschland mit aufklärerischen Fernsehproduktionen die öffentliche Diskussion beeinflusste.

## Bedeutung
Gill begann seine Karriere in den 1950er Jahren im damals eigenständigen Saarland, wo er bei der französisch finanzierten, aber für ein deutschsprachiges saarländisches Zielpublikum konzipierten TeleSaar als Fernsehregisseur arbeitete. Gill war der einzige Regisseur des jungen Senders, der bereits eine tägliche Nachrichtensendung und ein einstündiges regionales Magazin ausstrahlte, bevor deutsche Sender dies begannen; beides fiel in den Verantwortungsbereich des Regisseurs. Damals lernte er auch seine Frau Ilse Laudenklos kennen, die dort als Tontechnikerin arbeitete; sie war die spätere Chefcutterin des Saarländischen Rundfunks. Nach der Rückgliederung des Saarlands an die Bundesrepublik stellte die TeleSaar 1958 ihren Betrieb ein.
Gill arbeitete nun als freier Filmemacher für die deutschen öffentlich-rechtlichen Rundfunkanstalten ARD und ZDF. Er profilierte sich sowohl als Dokumentarfilmer mit gesellschaftlich relevanten Reportagen, als auch als Autor und Regisseur von (ebenfalls mit aufklärerischen Anspruch erstellten) Serien und Spielproduktionen. Die gesellschaftliche Bedeutung erklärt sich beispielsweise anhand des Faktums, dass die Periphrase „Halbgott in Weiß“ (für Mediziner, insbesondere Chefärzte) von Gill stammt, der sie in einer kritischen Reportage aus dem Jahr 1970 über das Gesundheitswesen erstmals verwandt und damit eine gar sprachprägende Diskussion gelöst hatte.
Gills Produktionsfirma war teilweise so erfolgreich, dass er, obgleich selbst freier Autor, bereits früh freiwilliges Arbeitgeber-Mitglied der damaligen „Pensionskasse für freie Mitarbeiter“ wurde – auch, um damit seinem eigenen gesellschaftlichen Anspruch gerecht zu werden.

## Wichtigste Arbeiten

### Reportagen
- Halbgott in Weiß (ARD, 20. September 1970)
- Unter deutschen Dächern: Ein Arbeitsamt (in der Reihe „Unter deutschen Dächern“, Radio Bremen für die ARD, 6. Januar 1979)

### Serien als Regisseur, Produzent, Drehbuchautor
- Schulbus 13 (ZDF, 13 Folgen ab 2. Januar 1977)
- Die Neunte (ZDF, 13 Folgen ab 20. Juni 1980)
- Stress in Straßburg (ZDF, 13 Folgen ab 14. Mai 1990)